# Beni Zmenzer
Beni Zmenzer là một đô thị thuộc tỉnh Tizi Ouzou, Algérie. Dân số thời điểm năm 2002 là 12.117 người.